# Бой у Мерзбаха

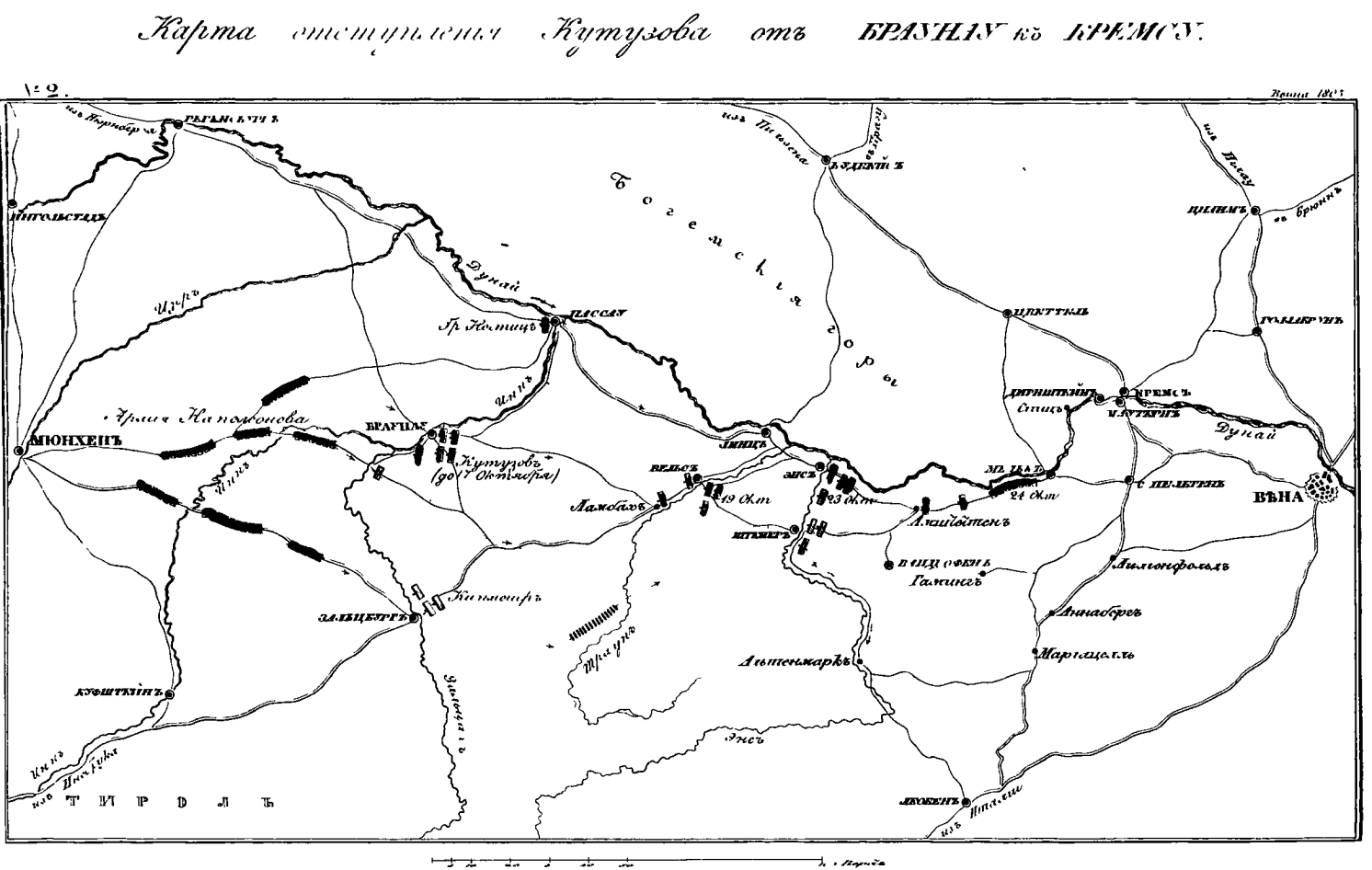
Карта отступления армии Кутузова от Браунау к Кремсу

Бой у Мерзбаха — бой между французскими и австро-русскими войсками, произошедший 19 (31) октября 1805 года у Мерзбаха вблизи города Линца во время Войны третьей коалиции.
После капитуляции австрийской армии ген. К.Макка командующий русскими войсками ген. М. И. Кутузов принял решение отойти от Браунау к Ламбаху и Линцу и далее на восток для того, чтобы соединиться с Волынской армией Ф. Ф. Буксгевдена (30000 чел.), двигавшимся из Петербурга, и австрийскими войсками эрцгерцегов Карла и Иоанна, двигавшимися из Вены. Отход главных сил прикрывал арьергард под командованием ген. П. И. Багратиона. Между ними и главными силами шёл отдельный отряд генерал-лейтенанта М. А. Милорадовича, предназначавшийся для усиления арьергарда.
Левый их фланг прикрывал отходивший от Зальцбурга 18-тысячный корпус австрийских войск под командованием Кинмайера. Между отступающими группами войск союзников следовал на рубеж реки Энс  4 австрийских батальона, которые были настигнуты и атакованы 19 (31) октября кавалерией маршала И. Мюрата. 
Прибывший к месту боя командующий австрийскими войсками генерал М. фон Мерфельд попросил находившегося у Ламбаха с русским арьергардом Багратиона помочь. Багратион направил к Мерзбаху подкрепление в составе двух егерских полков, эскадрона гусар и роты артиллерии. Завязался ожесточённый бой. Несмотря на значительное превосходство противника в силах, русские войска в течение пяти часов успешно отражали атаки французов и отступили лишь по приказу командования, обеспечив дальнейший отход русской и австрийской армий.
Это был первый бой русских войск с наполеоновскими в кампании 1805 года.